# Madame du Barry (film 1934)
Madame du Barry è un film del 1934 diretto da William Dieterle e interpretato da Dolores del Río. 
Questa è una delle numerose versioni che il cinema ha dedicato al personaggio della favorita di Luigi XV.

## Produzione
Il film venne prodotto dalla Warner Bros. Pictures e le riprese durarono dal 23 marzo 1934 al 27 aprile 1934.

## Distribuzione
Il film, distribuito dalla Warner Bros. First National Films, uscì nelle sale il 13 ottobre 1934.

### Date di uscita
- USA	13 ottobre 1934
- Danimarca	26 dicembre 1934
- Austria	1935
- Germania	1935
- Finlandia	10 febbraio 1935

Alias
- Madame Du Barry	Danimarca / Italia / Spagna
- Die Courtisane des Königs	Austria
- Die Courtisane von Versailles	Austria
- Madame Dubarry	Germania
- Vasilissa horis stemma	Grecia